# Joseph Larmor
Joseph Larmor, irski fizik in matematik, * 11. julij 1857, Magheragall, Irska, † 19. maj 1942, Holywood, Severna Irska.
Bil je prvi znanstvenik, ki je izračunal hitrost, s katero pospešeni elektron oddaja energijo, poznan pod imenom Larmorjeva formula, in prvi, ki je teoretično pojasnil razcepitev spektralnih črt zaradi magnetnega polja. Njegovo najpomembnejše delo je Eter in snov (izvirno Aether and Matter), izdano leta 1900.

## Biografija
Larmor je rojen leta 1857 v Ballycarrickmaddyju, blizu Magheragalla, v družini sedmih otrok kot najstarejši sin trgovca z živili Henryja Larmorja in njegove žene Hannah. Družina se je okrog leta 1863 preselila v Belfast. Pri štirinajstih letih je vstopil na Kraljičin kolidž v Belfastu in tri leta kasneje zaključil študij z odliko.